# Isera

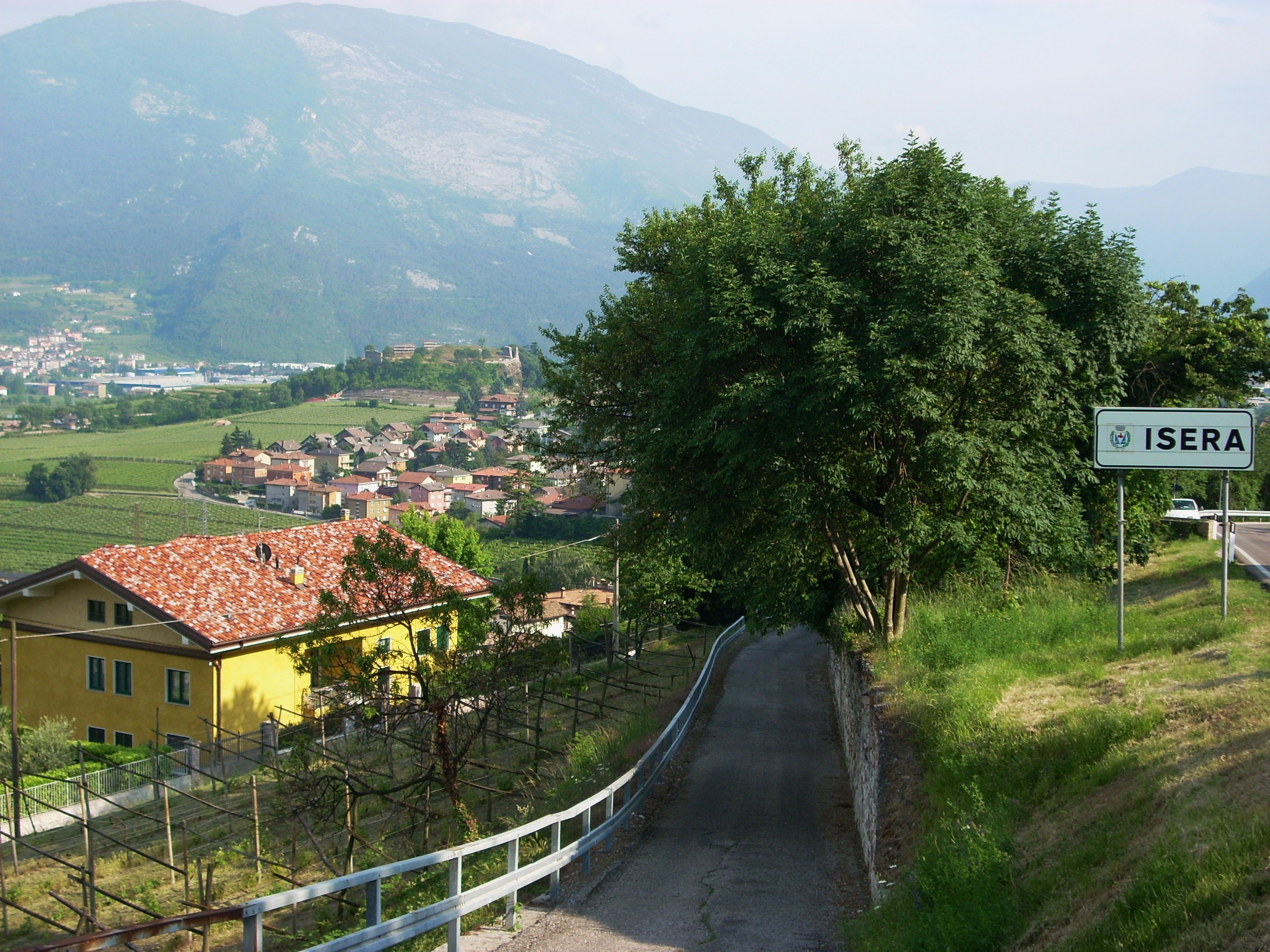
Isera

Isera (deutsch veraltet Iser) ist eine italienische Gemeinde (comune) mit 2804 Einwohnern (Stand 31. Dezember 2023) in der Provinz Trient, Region Trentino-Südtirol.

## Geographie
Die Gemeinde liegt etwa 25 Kilometer südsüdwestlich von Trient im Vallagarina nahe Rovereto. Die Etsch bildet die östliche Gemeindegrenze. Isera besteht aus acht Fraktionen: Cornalè, Marano, Reviano, Folaso, Casette, Bordala, Patone und Lenzima.

## Geschichte
Die Gemeinde mit dem Castel Corno war früher ein Lehen der Familie von Liechtenstein-Kastelkorn. Die Pfarrkirche wurde 1183 errichtet.

## Wirtschaft und Verkehr
In diesem Weinbaugebiet wird noch der Marzemino angepflanzt.
Durch das Gemeindegebiet führt die Brennerautobahn, die Autostrada A22, von Modena zum Brennerpass. Ein direkter Anschluss besteht jedoch nicht.

## Persönlichkeiten
- Antonio Spagnoli (1849–1932), Bildhauer